# De Staël (cratère)
Pour les articles homonymes, voir Staël.
de Staël est le nom d'un cratère d'impact présent sur la surface de Vénus.
Le cratère a ainsi été nommé par l'Union astronomique internationale en 1991 en hommage à l'écrivaine et philosophe genevoise et française Germaine de Staël.
Son diamètre est de 25 km. Il se situe dans la région du quadrangle de Lachesis Tessera (quadrangle V-18).